# Differentiated services
Differentiated services (DiffServ) – architektura sieci pozwalająca na gwarantowanie jakości usług przesyłania danych (ang. quality of service, QoS) w sieciach IP.
Celem stworzenia usług zróżnicowanych Diffserv przez Internet Engineering Task Force (IETF) było opracowanie skalowalnego mechanizmu klasyfikowania ruchu w jednostki zagregowane, które ostatecznie umożliwią każdą jednostkę zagregowaną traktować w odrębny sposób, zwłaszcza, jeśli w sieci występują braki zasobów, takich jak odpowiedniej szerokości pasma i wielkości bufora. Jednym z głównych założeń w Diffserv było stworzenie alternatywnego mechanizmu do rozróżniania usług w Internecie, osłabiając problem skalowalności występujący w modelu integrated services.
Zapewnianie jakości usług nie odbywa się na poziomie pojedynczego połączenia, lecz na poziomie pewnej klasy (grupy) połączeń. Grupa robocza Diffserv zdefiniowała w nagłówku IP pole Differentiated services (pole DS). DS składa się z sześciu bitów, które są częścią nagłówka IP formalnie znanego jako oktet TOS (ang. type of service). DiffServ wykorzystuje bity ToS w celu przenoszenia informacji o aplikacji. O atrakcyjności DiffServ i TOS decyduje możliwość zmiany bitów TOS w czasie wędrówki pakietu od węzła do węzła, zapobiegając sytuacji, kiedy wszystkie aplikacje nadadzą sobie najwyższy priorytet – wtedy priorytety tracą swój sens.
Usługi Diffserv pozwalają w polu DS wskazać tylko skończoną liczbę klas usług. Główną zaletą podejścia Diffserv jest skalowalność. Zasoby są przydzielane na podstawie klas, a liczba stanów (instancji) informacji rośnie wraz z liczbą klas, zaś wolniej wraz z ilością strumieni aplikacyjnych. Model Diffserv rozwiązuje problem zarządzania ruchu tylko na odcinku do następnego skoku. Model sterowania Diffserv składa się ze zbioru mechanizmów sterowania mikroinżynieriami ruchu (mikro-TE). Inne możliwości inżynierii ruchu, takie jak zarządzanie przepustowością (włączając w to sterowanie trasowaniem), są również wymagane w celu dostarczenia akceptowanej jakości usługi w sieci Diffserv.
Architektura DiffServ jest obecnie uważana za jedyną pozwalającą na zapewnienie ścisłych gwarancji QoS w sieci IP.